# Активне рульове управління
Активне рульове керування — описує систему рульового керування транспортним засобом, у якій співвідношення між кермовими зусиллями водія та кутом повороту керованих опорних коліс можна безперервно та інтелектуально змінювати. Хоча системи активного рульового керування можна знайти в сільськогосподарському обладнанні та важких установках, ця стаття зосереджена на застосуванні активного рульового керування в легкових автомобілях BMW.
Активне рульове управління описує тип технології гідропідсилювача керма з електроприводом із змінним передаточним числом, запроваджену BMW у 2003 році, яка вперше з’явилася на оновленій 5-й серії, яка змінює ступінь повороту коліс у відповідь на кермо. На низьких швидкостях ця технологія зменшує кількість обертів керма, покращуючи ефективність у таких ситуаціях, як паркування та інші маневри в міському русі. На високих швидкостях продуктивність така, що уникає підвищеної чутливості від швидкості, покращуючи курсову стабільність.

## Огляд
Система активного рульового керування BMW використовує систему подвійного планетарного редуктора, розташовану в основі рульової колонки, щоб полегшити водієві незалежне керування передніми колесами. Система призначена для надання двох основних переваг; підсилювач рульового управління та коригувальні дії рульового управління, що підвищують стабільність.

## Механічна схема системи BMW
Активна система рульового керування BMW складається в основному з рейкового рульового механізму з підсилювачем, системи подвійного планетарного редуктора в рульовій колонці та електричного приводного двигуна.
Система подвійного планетарного редуктора включає вхідну сонячну шестерню, з’єднану з рульовим колесом водія, дві планетарні шестерні, вихідну сонячну шестерню, з’єднану з рульовою шестернею, і корпус, що обертається. Якщо корпус утримується нерухомо, вхідні сигнали водія спрямовуються від вхідної сонячної шестерні через планетарні шестерні (спільний прокладний вал) до вихідної сонячної шестерні з чистим співвідношенням 1:1. Тобто, якщо корпус планетарного редуктора нерухомо, звичайне керування кермом зберігається. Ця характеристика забезпечує засоби керування транспортним засобом у разі активної несправності системи рульового керування.
Корпус планетарного редуктора має зовнішні зуби шестерні і може обертатися двигуном і черв'ячною передачею. Зміна положення корпусу дозволяє обертати вихідну сонячну шестерню незалежно від положення вхідної сонячної шестерні. Тобто, якщо водій тримав би рульове колесо (і, отже, вхідну сонячну шестерню) нерухомо, рух корпусу планетарного редуктора призведе до обертання рульової шестерні (і, отже, до кермового руху передніх коліс). Маніпулюючи положенням корпусу планетарного редуктора, ЕБУ активного рульового керування може синтезувати підсилювач рульового керування або генерувати дії рульового керування незалежно від водія.

## Підсилювач керма
Під час паркування комп’ютер змінює передаточне число таким чином, що керму потрібно менше ніж два повних оберти, щоб перемістити колеса від упору до упору. Зі збільшенням швидкості транспортного засобу коефіцієнт кермового керування збільшується, тому потрібні більші рухи керма, щоб перемістити колеса, і це зменшує зазвичай зростаючу реакцію автомобіля в результаті збільшення швидкості.

## Коригуюче рульове управління
На додаток до забезпечення змінного передавального числа рульового керування, система активного рульового керування BMW також здатна генерувати коригувальні дії рульового керування для підвищення стабільності автомобіля при повороті. На відміну від звичайного контролю стійкості, що включається гальмом, коригувальна дія керма відбувається безперервно, і водій часто не помічає її роботи. Крім того; усунення втручання гальм дозволяє контролювати стабільність повороту без втрати швидкості вперед, таким чином, покращується продуктивність автомобіля.
У разі надмірної поворотності активна система рульового керування створює протиповоротну дію, таким чином зменшуючи момент і швидкість повороту. У випадках екстремальної надлишкової поворотності активне рульове керування працює в поєднанні зі звичайним гальмівним контролем стабільності для досягнення максимального ефекту. У разі недостатньої поворотності подальше збільшення кута ковзання передніх коліс не створює додаткової бічної сили на передній осі, тому активне рульове керування не є корисним.
Коригувальна функція рульового керування вимикається (разом із системою контролю стійкості, що активується гальмом) натисканням перемикача на приладовій панелі. Це дозволяє водієві повністю контролювати кут повороту передніх коліс і призначене для використання під час екстремального відпочинку (наприклад, у дні треку). Підсилювач керма залишається активним.

## Безпека
Якщо в електроніці виникає помилка або проблема, комп’ютер вимикає роботу електродвигуна, блокуючи зубчастий вінець планетарного набору передач і регулюючи його з фіксованим передавальним числом.

## Дивіться також
- Змінне передаточне число
- ZF Friedrichshafen AG